# Tapestry (Don McLean)
Tapestry è il primo album in studio di Don McLean, pubblicato nel 1969.

## Descrizione
Il primo lavoro di Don McLean è un disco prettamente folk, composto da una serie di ballate scritte e co-prodotte dallo stesso artista americano.
Inizialmente il long play venne edito dalla Mediarts Records, una piccola etichetta indipendente. Successivamente, fu ristampato dalla United Artists, visto il successo commerciale e di critica.
All'interno è presente il celebre brano And I Love You So, canzone reinterpretata da Elvis Presley e Perry Como.

## Tracce
Testi e musiche di Don McLean.
1. Castles in the Air – 2:50
2. General Store – 2:53
3. Magdalene Lane – 4:28
4. Tapestry – 3:44
5. Respectable – 2:29
6. Orphans of Wealth – 4:37

Durata totale: 21:01
1. Three Flights Up – 5:48
2. And I Love You So – 4:16
3. Bad Girl – 3:39
4. Circus Song – 5:00
5. No Reason for Your Dreams – 2:09

Durata totale: 20:52

## Formazione
- Don McLean – voce, banjo, chitarra
- Richard Turner – chitarra
- Peter Childs – contrabbasso
- Jerry Corbitt – basso elettrico
- Greg Dewey, Jeff Meyer – batteria
- Scott Lawrence - pianoforte
- Ed Bogas – pianoforte
- The Youngbloods - produzione